# Newport News Shipbuilding

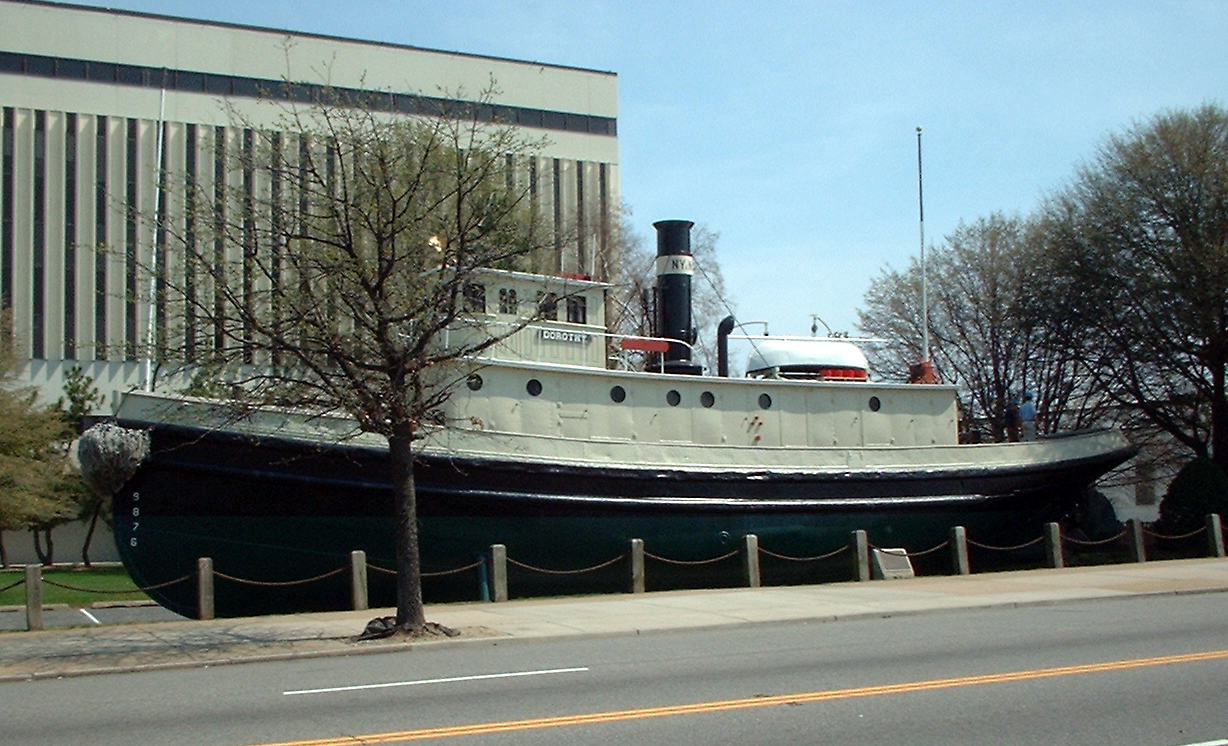
Het eerste schip ooit gebouwd op Newport News Shipbuilding: de sleepboot Dorothy

Newport News Shipbuilding, voorheen Newport News Shipbuilding and Drydock Company (NNS) en Northrop Grumman Newport News (NGNN), is de grootste private scheepswerf van de Verenigde Staten. Newport News is een van de twee scheepswerven in de V.S. die nucleair aangedreven schepen bouwt; de andere is Electric Boat Corporation. Het is tevens de enige werf in staat om de Nimitzklasse supervliegdekschepen te construeren. Hiervoor beschikt de werf over de grootste kraan op het westelijke halfrond. NGNN bevindt zich in Newport News, Virginia, en werkt dikwijls samen met de Norfolk Naval Shipyard, een vlakbijgelegen scheepswerf in Portsmouth, Virginia.

## Geschiedenis
In de eerste helft van de jaren 1870 leidde industrieel Collis P. Huntington (1821-1900) de constructie van de Chesapeake and Ohio Railway, de spoorlijn van Richmond, Virginia naar de Ohiorivier. Hoewel oorspronkelijk bedoeld om zowel passagiers als verscheidene goederen te transporteren, kwam de nadruk snel te liggen op steenkool-vervoer van de mijnen aan de New river en de Kanawha river in West Virginia. In de jaren 1880 werd de spoorlijn verlengd van Richmond tot een nieuwe steenkoolterminal aan Hampton Roads, vlak bij het gehucht Newport News. Toch waren de spoorlijn en terminal maar de eerste stappen in Huntingtons plannen.

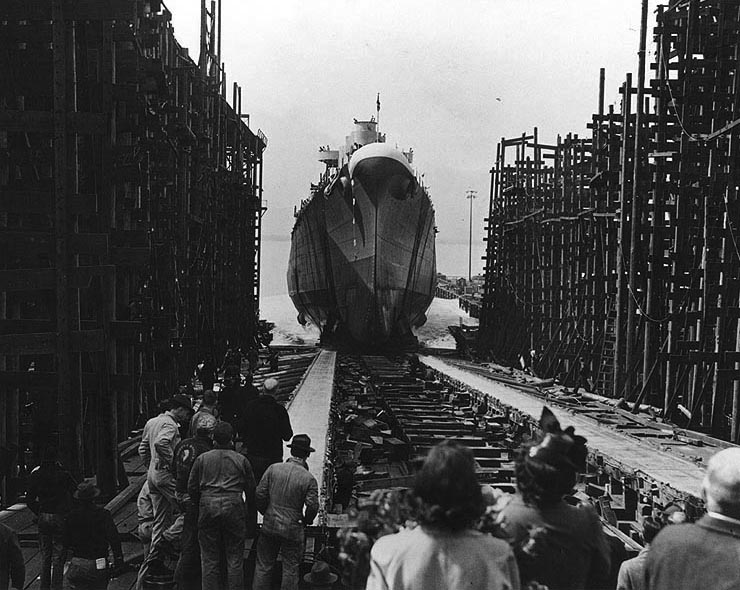
De USS Birmingham wordt te water gelaten op 20 maart 1942.

In 1886 bouwde hij een scheepswerf om herstellingen aan passerende schepen uit te voeren. In 1891 bouwde de werf dan zijn eerste schip, de sleepboot Dorothy. Tegen 1897 had de werf al 3 oorlogsbodems voor de Amerikaanse marine gebouwd, de Nashville, de Wilmington en de Helena. In 1898 liepen nog eens twee slagschepen van de Kearsarge-klasse van stapel. De afbouw duurde nog zo'n twee jaar waardoor de Kearsarge en Kentucky in 1900 in dienst kwamen.
In 1906 zorgde de Britse HMS Dreadnought voor een revolutie en een wapenwedloop wereldwijd. Deze herinterpretatie van het slagschip-concept werd wereldwijd gekopieerd, en dergelijke schepen worden danook dreadnoughts genoemd. Tussen 1907 en 1923 bouwde Newport News zes van de 22 Amerikaanse dreadnoughts, de USS Delaware, de USS Texas, de USS Pennsylvania, de USS Mississippi, de USS Maryland en de USS West Virginia. Behalve de eerste waren alle nog in actieve dienst gedurende de Tweede Wereldoorlog.
Toen in 1907 president Theodore Roosevelt de Grote Witte Vloot op zijn rondvaart rond de wereld zond, waren zeven van de 16 slagschepen door Newport News gebouwd. In 1914 bouwde de werf de SS Medina voor de Mallory Steamship Company; hernoemd tot MV Doulos was het tot eind 2009 het oudste actieve passagiersschip op zee, waarvan de laatste 29 jaar voor zendingsorganisatie Operatie Mobilisatie, varend onder Maltese vlag. 
Tussen 1918 en 1920 leverde de werf 25 torpedobootjagers, en na de Eerste Wereldoorlog begon de constructie van vliegdekschepen. De eerste, de USS Ranger, werd in 1934 geleverd.
Tegen 1940 had de marine nog zeven vliegdekschepen en vier kruisers besteld. Toch kon het bedrijf ook nog broodnodige liberty-transportschepen bouwen. Daartoe werd een noodwerf op de oevers van de Cape Fear River gebouwd, en voor het einde van 1941 werd het eerste liberty-schip te water gelaten. Van de marine ontving de werf de "E"-wimpel voor Excellent in scheepsbouw, voor de inspanningen gedurende de oorlog.
Na de oorlog bouwde de werf de pakketboot de SS United States. Dit schip vestigde het snelheidsrecord voor een trans-Atlantische oversteek, een record dat tot op heden niet verbroken is. In 1954 ontwierp NNS samen met Westinghouse en de marine een prototype nucleaire reactor voor vliegdekschepen. In 1960 werd op de werf de USS Enterprise ontworpen. En in 1959 werden zowel de nucleair aangedreven onderzeeër USS Shark als de atoomonderzeeër USS Robert E. Lee te water gelaten.
In de jaren zeventig construeerde NNS twee van de grootste tankschepen ter wereld, en bouwde drie gastankers, die met meer dan 390.000 ton DWT de grootste ooit in Amerika gebouwd zijn. In de jaren 1980 werd een verscheidenheid aan marineschepen gebouwd, onder andere de vliegdekschepen van de Nimitzklasse en de atoomonderzeeërs van de Los Angelesklasse.
In 2001 fuseerde Newport News Shipbuilding met de defensiegroep Northrop Grumman. In 2011 werden de scheepsbouwactiviteiten van Northrop Grumman afgesplitst tot een apart bedrijf, Huntington Ingalls Industries.

## Schepen
Onder andere werden de volgende schepen op deze werf gebouwd:
- Sleepboot Dorothy, het eerste schip van de werf, in 1891.
- De slagschepen USS Kearsarge en USS Kentucky van de Kearsarge-klasse
- SS Georgia, een olietanker, in 1908.
- USS Virginia, eerste slagschip van Virginiaklasse.
- Lijnschip SS Medina (1977 omgedoopt MV Doulos) voor de Mallory Steamship Company, in 1914. Tot eind 2009 was dit het oudste dienstdoende passagiersschip ter wereld.
- Wickesklasse Torpedobootjagers (Lamberton; Radford; Montgomery; Breese; Gamble; Ramsay) voor de Amerikaanse marine in 1918.
- USS Ranger, 1933, het eerste als dusdanig ontworpen vliegdekschip van de Amerikaanse marine.
- Yorktownklasse vliegdekschepen:
  - USS Yorktown, 1936
  - USS Enterprise, 1936
  - USS Hornet, 1940
- Essexklasse vliegdekschepen:
  - USS Essex, 1942
  - USS Yorktown,1943
  - USS Intrepid, 1943
  - USS Hornet, 1943
  - USS Franklin, 1943
  - USS Ticonderoga, 1944
  - USS Randolph, 1944
  - USS Bennington, 1944
  - USS Boxer, 1944
  - USS Leyte, 1945
- Liberty-transportschepen voor de geallieerden tijdens de Tweede Wereldoorlog.
- Midwayklasse vliegdekschepen:
  - USS Midway, 1945
  - USS Coral Sea, 1946
- Pakketboot SS United States, houder van het trans-Atlantisch snelheidsrecord.
- Forrestalklasse vliegdekschepen:
  - USS Forrestal, 1954
  - USS Ranger, 1956
- Onderzeeër USS Shark in 1959, de eerste nucleair aangedreven onderzeeër op de werf gebouwd.
- Kernonderzeeër Robert E. Lee, 1959, uitgerust met nucleaire wapens.
- USS Enterprise, 1960, het eerste nucleair-aangedreven vliegdekschip.
- USS America, 1964
- USS John F. Kennedy, 1967
- Alle tien de Nimitzklasse nucleair aangedreven vliegdekschepen:
  - USS Nimitz, 1972
  - USS Dwight D. Eisenhower, 1975
  - USS Carl Vinson, 1980
  - USS Theodore Roosevelt, 1984
  - USS Abraham Lincoln, 1988
  - USS George Washington, 1990
  - USS John C. Stennis, 1993
  - USS Harry S. Truman, 1996
  - USS Ronald Reagan, 2001
  - USS George H. W. Bush, 2007
- Los Angelesklasse nucleair aangedreven onderzeeërs.
- Virginiaklasse nucleair aangedreven onderzeeërs.
- Gerald R. Ford-klasse nucleair aangedreven vliegdekschepen

## Motto
"We shall build good ships here. At a profit - if we can. At a loss - if we must. But always good ships".
(We zullen hier goede schepen bouwen. Met winst, als het kan. Met verlies, als het moet. Maar altijd goede schepen.)
Collis Potter Huntington